# خدار (بلاد الروس)

تعديل مصدري - تعديل

خدار هي إحدى قرى عزلة ربع العبس بمديرية بلاد الروس التابعة لمحافظة صنعاء، بلغ تعداد سكانها 1214 نسمة حسب تعداد اليمن لعام 2004.